# Échelle EGIDS
L'échelle EGIDS,  pour Expanded Graded Intergenerational Disruption Scale (« Échelle élargie de perturbation intergénérationnelle »), est un outil développé, par Lewis et Simons (2010), pour estimer le statut d'une langue en termes de danger ou de développement,.
| NIVEAU | LIBELLÉ         | DESCRIPTION | UNESCO                 |
| ------ | --------------- | --- | ---------------------- |
| 0      | Internationale  | « La langue est utilisée internationalement pour un large éventail de fonctions. »                                                                 | Sécurisée              |
| 1      | Nationale       | « La langue est utilisée dans l’éducation, le travail, les médias de masse et au niveau national. »                                                | Sécurisée              |
| 2      | Régionale       | « La langue est utilisée dans les médias locaux et régionaux ainsi que pour les services gouvernementaux. »                                        | Sécurisée              |
| 3      | Commerce        | « La langue est utilisée pour le travail local et régional, par des locuteurs natifs et non natifs. »                                              | Sécurisée              |
| 4      | Éducative       | « La transmission de la langue écrite s’effectue via un système d’éducation publique. »                                                            | Sécurisée              |
| 5      | Écrite          | « La langue est utilisée oralement par toutes les générations et est écrite dans une partie de la communauté. »                                    | Sécurisée              |
| 6a     | Vigoureuse      | « La langue est utilisée oralement par toutes les générations et transmise aux enfants comme langue maternelle. »                                  | Sécurisée              |
| 6b     | Menacée         | « La langue est utilisée oralement par toutes les générations, mais seule une partie des adultes en âge de procréer la transmet à leurs enfants. » | Vulnérable             |
| 7      | En déclin       | « Les adultes en âge de procréer maîtrisent la langue et l’utilisent entre eux, mais ne la transmettent pas à leurs enfants. »                     | En danger              |
| 8a     | Moribonde       | « Les seuls locuteurs appartiennent à la génération des grands-parents. »                                                                          | Sérieusement en danger |
| 8b     | Presque éteinte | « Les seuls locuteurs sont des grands-parents ou plus âgés, avec peu d’occasions de l’utiliser. »                                                  | En danger critique     |
| 9      | Dormante        | « La langue sert de rappel d’identité patrimoniale pour une communauté ethnique, mais personne n’en a une maîtrise fonctionnelle. »                | Éteinte                |
| 10     | Éteinte         | « Plus personne n’associe d’identité ethnique à la langue, même à titre symbolique. »                                                              | Éteinte                |

Le modèle EGIDS est largement répandu, ayant été cité dans 927 publications à la date de juin 2025.